# Konrad I. (Böhmen)
Konrad I. (tschechisch Konrád I. Brněnský, Konrad I. von Brünn), (* um 1035; † 6. September 1092 in Prag) war herrschender Fürst in Böhmen aus dem Geschlecht der Přemysliden.

## Leben
Der dritte Sohn des Fürsten Břetislav I. und seiner Frau Judith von Schweinfurt, Tochter des Markgrafen Heinrich von Schweinfurt, wurde bereits unter der Herrschaft seines Vaters genannt „Achilles“ erbrechtlich Herzog von Mähren (1054). Sein Bruder Spytihněv II. entmachtete ihn aber bereits ein Jahr später und befahl ihn nach Prag, wo er die Hofverwaltung übernehmen sollte.
Erst nach dem Amtsantritt seines Bruders Vratislav II. erhielt er 1061 seinen Anteil in Mähren. Neben Brünn (Brno) erhielt er auch Znaim (Znojmo). Er herrschte in Einigkeit mit den böhmischen Adligen insgesamt 31 Jahre lang und führte mehrere Feldzüge gegen Polen. Konrad I. und Otto I. regierten von 1055 bis 1061 gemeinsam in Brünn.
1082 zog er gegen den österreichischen Markgrafen Leopold II. Nach dem Tod seines Bruders Otto erhielt er auch Olmütz und herrschte damit seit 1087 über ganz Mähren. Dies erschien Vratislav II. zu gefährlich. 1090 zog der Prager Herzog gegen seinen Bruder in den Krieg. Konrad rettete nur eine Auseinandersetzung zwischen Vratislav II. und seinem Sohn Břetislav II.
Er war mit Wirpirk (Hilburg, Wilburg, Virpirka von Tengling) verheiratet, die ihm in der Zeit, in der er mit seinem Bruder im Streit lag, sich „wenn er Schätze gewinnen wolle, […] nach der Vorstadt von Prag und dem Dorfe Wissegrad zu wenden.“ Denn dort lebten, wie sie sagte Juden, die reich an Gold und Silber waren, dort gäbe es die reichsten Kaufleute aus aller Herren Länder, die dort handel trieben. Dort gäbe es auch ein Markt, der seinen Soldaten reiche Beute verspräche. In dieser Situation gelang es der Gemahlin von Konrad, Vratislav II. von der Loyalität Konrads gegenüber dem Prager Herzog zu überzeugen. Heimlich war sie zu diesem gereist und hatte sich ihm zu Füßen geworfen und ihn angefleht seinen Bruder Konrad zu verschonen. Vratislav bestimmte daraufhin Konrad, entsprechend dem Senioratsprinzip, sogar zu seinem Nachfolger auf dem Prager Thron. Als Konrad vom Tod des Bruders erfuhr, reiste er umgehend nach Böhmen und bestieg am 20. Januar 1092 den alten Fürstenthron in Prag. Er regierte jedoch nur acht Monate, bevor er selbst starb. Er hatte zwei Söhne: Udalrich und Lutold (Vater des Konrad II. von Znaim).